# SDガンダム ガシャポンウォーズ
『SDガンダム ガシャポンウォーズ』（SD GUNDAM GASHAPONWARS）は、2005年12月1日にバンダイナムコゲームス（バンダイレーベル）から発売されたニンテンドー ゲームキューブ専用ソフト。2010年6月24日にはWii移植版が発売された。

## 概要
『機動戦士ガンダム vs.シリーズ』のような自機と僚機の編制チームで戦う3D対戦アクションパートと、『GGENERATION』のようなシミュレーションパートをくり返しながら進めていくゲームで、『SDガンダムワールド ガチャポン戦士スクランブルウォーズ』から始まったガシャポンシリーズの最新作に当たる作品。
登場するキャラクター、モビルスーツは主に『機動戦士ガンダム』、『機動戦士Ζガンダム』、『機動戦士ガンダムSEED』『機動戦士ガンダムSEED DESTINY』のものがほとんど。中でも、当時最新作であった、SEED、SEED DESTINYに登場するものが特に多い。
なお、本作は任天堂との共同開発であり、『カスタムロボ』を制作したスタッフが参加している。
Wii版での新機能として、100階のランダムに生成されるフィールドを遊ぶ『気ままにダンジョン』モードなどが追加されている。また数量限定クラシックコントローラPRO(クロ)同梱版も発売。

## Wii版の追加要素・変更点
- 16:9のワイド画面対応、ヌンチャク、クラシックコントローラ対応（ゲームキューブコントローラも引き続き対応）
- 新モード「気ままにダンジョン」、「アクション対戦+」の追加
- ゴッグやランバ・ラル搭乗グフ、ビグロなど新機体の追加。ただし、使用できるのは一部のモードに限られる。
- アカツキやケンプファーなど一部のユニットのステータスの調整、スラッシュザクファントムなど一部のユニットの武装の変更。

## システム

### シミュレーションパート
以前のガシャポンシリーズとの最大の違いは「生産」の変更である。今作では拠点を占領するたびに事前にセットしておいた「デッキ」の中からランダムでひとつのユニットを生産するようになった。今作は陣取りゲームのような要素もあり、ユニットが歩いた箇所はプレイヤーの「陣地」となる。「陣地」を70%以上つくり、そのまま敵のターンが終了すると勝利となる。勝利条件は他にも「敵のガシャポリスを占領する」「敵のデッキを全滅させる」というものがある。

### アクションパート
過去作品同様、ユニットが接触すると「戦闘」となる。今作では隣り合ったユニットも戦闘に参加し、最大で3vs3の戦いとなる。基本の攻撃手段は「射撃」「格闘」「アタック」の三種類で、射撃は格闘で切り払える、アタックは射撃でつぶせる、格闘はアタックに一方的に打ち負ける、と三すくみの関係になっている。

## ゲームモード

### シングルプレイ
シナリオゲーム
いわゆるチュートリアル。プレイヤーはマリューの指導のもと、キラにアドバイスを受けながら、多くのキャラと戦い、ゲームの基本ルールを学んでいく。全14ステージ。
カプセルウォーズ
メインモード。複数のミッションをこなしていき、クリアすると新たなユニットがもらえる。ふつう、むずかしい、ゲキむず、フリーダムの4種類の難易度が存在し、後者ほど難度が高い。プレイヤーはコスト内で自由にデッキを編成でき、戦闘をこなすたびにキャパシティが増大する。
100問バトル
100のミッションをクリアしていくモード。アクションのみで、シミュレーションパートは存在しない。
気ままにダンジョン
Wii版の追加モード。『SDガンダム スカッドハンマーズ』のような構成のフィールドをとにかく進んでいくモード。100Fに到達できればゲームクリア。フィールドは毎回自動生成され、入るたびに構造が異なっている。巨大ユニットは使用不可。Wii版追加ユニットも使用できる（ただし、巨大ユニットであるビグロ、グラブロ、アッグ、アッグ武装型、ブラウ・ブロは使用できない）。

### マルチプレイ
サバイバル
決められた敵を全滅させるモード。コースは複数あり、4人まで参加できる。シミュレーションパートは存在しない。Wii版ではクリアするとユニットが1つもらえる。Wii版追加ユニットも使用できる。
アクション対戦
好きな条件でアクションパートをプレイできる。4人まで参加できる。Wii版追加ユニットも使用できる。
アクション対戦+
Wii版の追加モード。マップ対戦で使えるデッキのユニットを使用したアクション対戦。1vs1で戦い、ユニットが撃破されるとボックスにセットされている次のユニットが出撃し、全ユニットを撃破した方の勝利。
マップ対戦
あらかじめデッキが組まれているキャラクターを選択し、好きなマップ、ルールでシミュレーション対戦が出来るモード。マリュー、ギレン、フォウを除く全キャラクターが使用可能。総コストは全員55で固定。Wii版では1P、2P用それぞれ1つずつボックスを編集、使用することができる。コスト上限は60。

## 登場キャラクター
マリュー・ラミアス
本作の主人公的存在。シナリオモードの教官にしてカプセルウォーズのプレイヤーキャラクター。泣いたり笑ったりと表情豊か。シナリオモードで彼女に逆らうと怒り出す。
アムロ・レイ
地球連邦軍のニュータイプの少年。『機動戦士ガンダム』および『機動戦士ガンダム 逆襲のシャア』の主人公。TVアニメではガンダムやリ・ガズィなどガンダムタイプがメインユニットだったが、本ゲームでは「ガンタンクを一番上手く扱える男」を自称している。カプセルウォーズでは地球連邦軍とエゥーゴのMSを使用、難易度フリーダムではガンダムだけで構成されたデッキを使用する。100問バトルでは彼が主人公の問題が多数存在する。
シャア・アズナブル
ジオン軍のエースパイロットで通称「赤い彗星」。アムロの宿敵。赤色・金色趣味が高じてグワジンやキュベレイMk-II、ストライクルージュやアカツキにも搭乗する100問バトルもある。カプセルウォーズではシャア専用MSを中心にジオン軍、エゥーゴ、新生ネオ・ジオンのMSを使用するが、難易度フリーダムでは悪役的存在のMSをズラリとそろえてくる。ジェリド・メサとアスラン・ザラとは「赤い友達」。
ブライト・ノア
戦略には少し自信があるというホワイトベース艦長。カプセルウォーズでの愛機はホワイトベースおよびアーガマで、難易度フリーダムではデッキの半数が戦艦という超防御布陣を敷いてくる。本作ではマリューと知り合いらしい。
キシリア・ザビ
ジオン公国公王 デギン・ソド・ザビの長女。突撃機動軍司令。ジオン軍のMSしか使用しない。リック・ドムやゾックといったジオンならではの局地戦用MSをマップに合わせて使い分けてくる。カプセルウォーズの難易度フリーダムではデッキの大半をビグ・ザムで構成している。
ギレン・ザビ
デギンの長男でジオン軍総帥。カプセルウォーズの難易度フリーダムでしか登場しないいわゆる隠れキャラクター。プレイヤーとまったく同じ布陣で挑んでくる。
カミーユ・ビダン
エゥーゴに所属する史上最高のニュータイプを秘めた少年。アムロに対してちょっとしたコンプレックスを持っている模様。
ジェリド・メサ
地球連邦軍の精鋭部隊「ティターンズ」に所属する若者で、カミーユをライバル視する青年将校。ティターンズのMSを使っているが、序盤ではガンキャノンなど旧式の連邦製MSも使っている。難易度フリーダムではサイコガンダム、ビグ・ザム、クィン・マンサのみで構成されたデッキを使用する。3機ともコストは最大のため、数値面だけで言えば本作最強の敵。シャア・アズナブルとアスラン・ザラとは「赤い友達」。
ハマーン・カーン
ガシャポンを使ってザビ家再興を企んでいるニュータイプの女性で、アクシズおよびネオ・ジオンの指導者。難易度フリーダムではキュベレイシリーズのみで構成されたデッキを使う。
パプテマス・シロッコ
ティターンズに所属する木星帰りのニュータイプの男。カミーユを精神疾患に至らせた張本人。ゲーム中でも自作MSを中心にティターンズのMSを使用している。負けるとどてっぱらに小さなウェイブライダーが突き刺さってしまう。
フォウ・ムラサメ
カミーユと恋仲の、被害妄想が極端に強い強化人間。ティターンズ所属。シナリオモード限定のキャラクター。
キラ・ヤマト
シナリオモードでは戦闘のレクチャーをしてくれるオーブのエース。『機動戦士ガンダムSEED』の主人公。地球連合軍とオーブのMSを主に使用し、自分が使っていたMSはもちろん、親友アスランが使っていたMSも使用している。
アンドリュー・バルトフェルド
「砂漠の虎」の異名を持つエースパイロット。ザフト・オーブのMS（主に地上用主体）を使用している。カプセルウォーズの難易度フリーダムではブライト同様戦艦中心の布陣を敷いてくるが、コズミック・イラの世界では戦艦の数が少ないため宇宙世紀の戦艦も使ってくる。シナリオモードではいち早くプレイヤーの実力を認める。
ラウ・ル・クルーゼ
ザフト軍の指揮官で、世界滅亡を図る仮面の男。ザフト所属ではあるが、カラミティやレイダーなど地球軍の機体も使用する。難易度フリーダムでは唯一コスト9の機体を所持していないが、大量に出してくるプロヴィデンスはコスト8ながら強力な機体。
シン・アスカ
ザフトのエースパイロット。『機動戦士ガンダムSEED DESTINY』の主人公。シナリオモードでは最初の敵兼ラストボスとして登場し、プレイヤーに戦いを挑む。カプセルウォーズではザフトのMSを使い、難易度フリーダムでは愛機フォースインパルス・デスティニー、恋人ステラの搭乗機ガイアのみで構成されたデッキを使用している。
この他にも、セリフのみ登場のキャラクターが多くいる。

## ユニット
登場するユニットは、全135種類。もちろん恒例のサイコロガンダムも登場。他にも、前作『機動戦士ガンダム 戦士達の軌跡』のセーブデータを引き継ぐことで出現するもの、パスワードで出現するものもある。Wii版でもパスワードは存在するが、GC版とは異なる物になっている。

### 登場機体に関する逸話
ZGMF-X56S フォースインパルスガンダム
パッケージやタイトルロゴに採用されている実質主役扱いの機体だが、オープニングでは登場後すぐに撃墜されるという悲惨な目にあっている。
MS-14 ゲルググ
本作ではあらゆる面でゲルググとシャア専用ゲルググがメインにフィーチャーされている。主にオープニングではシャア専用機が大活躍したり、シナリオモードでは操作方法を覚えるための機体として量産型を最初に操作することになる、等。量産型はGC版、シャア専用機はWii版のパッケージにも登場している。
NRX-055 バウンド・ドッグ
本作ではバウンド・ドッグと表記されているが、これはSDガンダムシリーズの伝統にのっとった表記であり、誤植ではない。
RB-79 ボール
GC版公式ホームページのキャラクター・機体解説において毒舌が目立つ解説をしている（アビスガンダムは「なぜ宇宙で開発されて水中用MSなのか」、バウンド・ドッグは「劇中ではネモ1機倒しただけ」、バクゥは「ゾ○ドじゃないのか？」）。また、ボール自身も酷評している。

## 関連作品

### ゲームブック
- SDガンダム　ガシャポンウォーズ
千葉智宏・望月正雄・著/超音速・編：バンダイ文庫（バンダイ文庫ゲームブックシリーズ）：1989：480円